# Jaan Bergmann

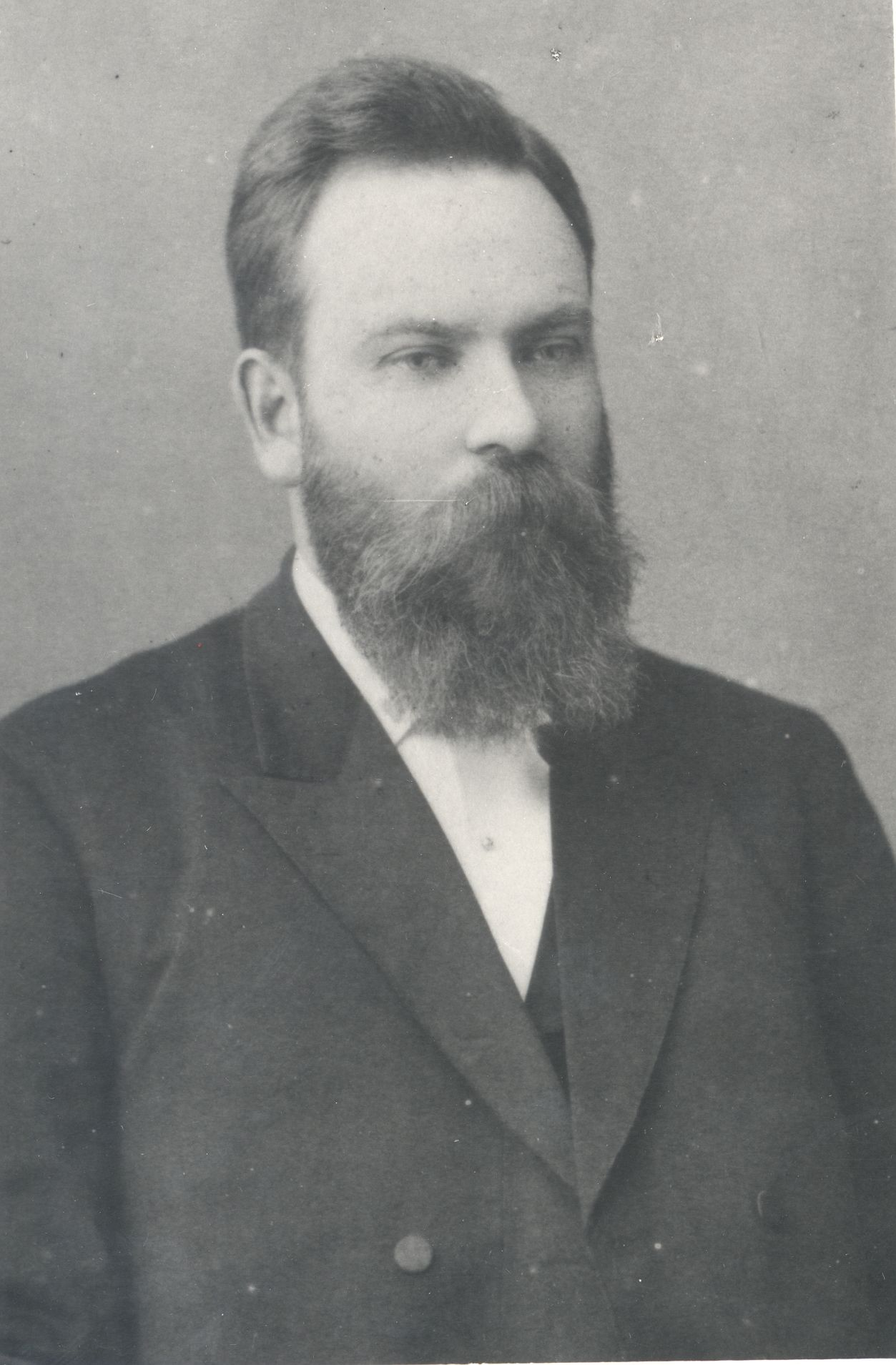

Jaan Bergmann (* 17. Dezemberjul. / 29. Dezember 1856greg. in Soosaare, Landgemeinde Kolga-Jaani; † 12. Junijul. / 25. Juni 1916greg. in Paistu) war ein estnischer Pastor und Dichter.

## Leben
Bergmann ging in Põltsamaa und Tallinn zur Schule und studierte von 1877 bis 1882 Theologie an der Kaiserlichen Universität Dorpat. Nach einem Probejahr bei Jakob Hurt in Sankt Petersburg war er von 1884 bis zu seinem Tode Pastor in Paistu.

## Werk
Bergmann begann bereits auf dem Gymnasium Lyrik ins Estnische zu übersetzen, hauptsächlich aus den klassischen Sprachen und aus dem Deutschen. Wie damals üblich, verschwamm die Grenze zwischen Übersetzung, Nachdichtung und Dichtung, zumal die Quellen häufig nicht angegeben wurden. So ist ein ursprünglich als Original angesehenes Gedicht von Bergmann erst von der späteren Literaturgeschichte als Übersetzung eines Gedichts von Emanuel Geibel enttarnt worden.
Im Allgemeinen ging es Bergmann darum zu zeigen, dass „man auch auf Estnisch formvollendete, „klassische“, Dichtung abfassen konnte, und allein hierin ist seine Bedeutung für die Entwicklung der estnischen Lyriksprache zu sehen.“ Thematisch war Bergmann noch ganz der konventionellen Vaterlands- und Liebeslyrik zugetan, wie sie von Lydia Koidula in die estnische Dichtung eingeführt worden war. Mit Koidula verbindet Bergmann auch seine editorische Tätigkeit, denn er war der erste Herausgeber einer umfassenden Sammlung von Gedichten von Koidula. Allerdings war er bei der Edition sehr eigenmächtig vorgegangen und hatte Inhalte, die seinem Geschmack zuwider liefen, abgeändert.
Bemerkenswerte eigenständige Dichtungen von Bergmann sind im Bereich der Balladen zu verzeichnen, von denen einige durch ihre Verbreitung in Schul- und Lesebüchern große Bekanntheit erlangt haben. Am berühmtesten ist die Ballade Der getreue Ülo, in der die Hauptperson einer belagerten Stadt die Nachricht von bald eintreffender Hilfe bringt, dafür aber den Heldentod stirbt.
Im Rahmen seiner beruflichen Tätigkeit hat Bergmann viel religiöse Dichtung verfasst und eine Neuübersetzung der Bibel angefertigt, wovon jedoch nur Teile publiziert worden sind.

## Übersetzungen ins Deutsche
Auf Deutsch liegt seine Ballade Der getreue Ülo in der Anthologie von Wilhelm Nerling vor.

## Bibliografie
- Jutud, salmused, laulud, mis wõõraist keeldeist ümbertõlkinud ehk ise luuletanud. (deutsch Geschichten, Psalme, Lieder, die aus fremden Sprachen übersetzt oder selbst gedichtet sind.) Bergmann, Tallinn 1875.
- Ööwahi uus aasta. (deutsch Neujahr des Nachtwächters.) Heinrich Laakmann, Tartu 1877.
- Koidutäht ja teisi luuletusi. (deutsch Der Morgenstern und andere Gedichte.) Eesti Riiklik Kirjastus, Tallinn 1957.
- Laulud. (deutsch Lieder.) 2. überarbeitete und ergänzte Ausgabe, bearbeitet von Henrik Visnapuu. Eesti Kirjanduse Seltsi Koolikirjanduse toimkonna kirjastus, Tartu 1923 (Noorsoo kirjavara. Nr. 89).